# Vochysia
Vochysia là một chi thực vật thuộc họ Vochysiaceae.

## Danh sách loài
Chi này có các loài sau:
- Vochysia acuminata

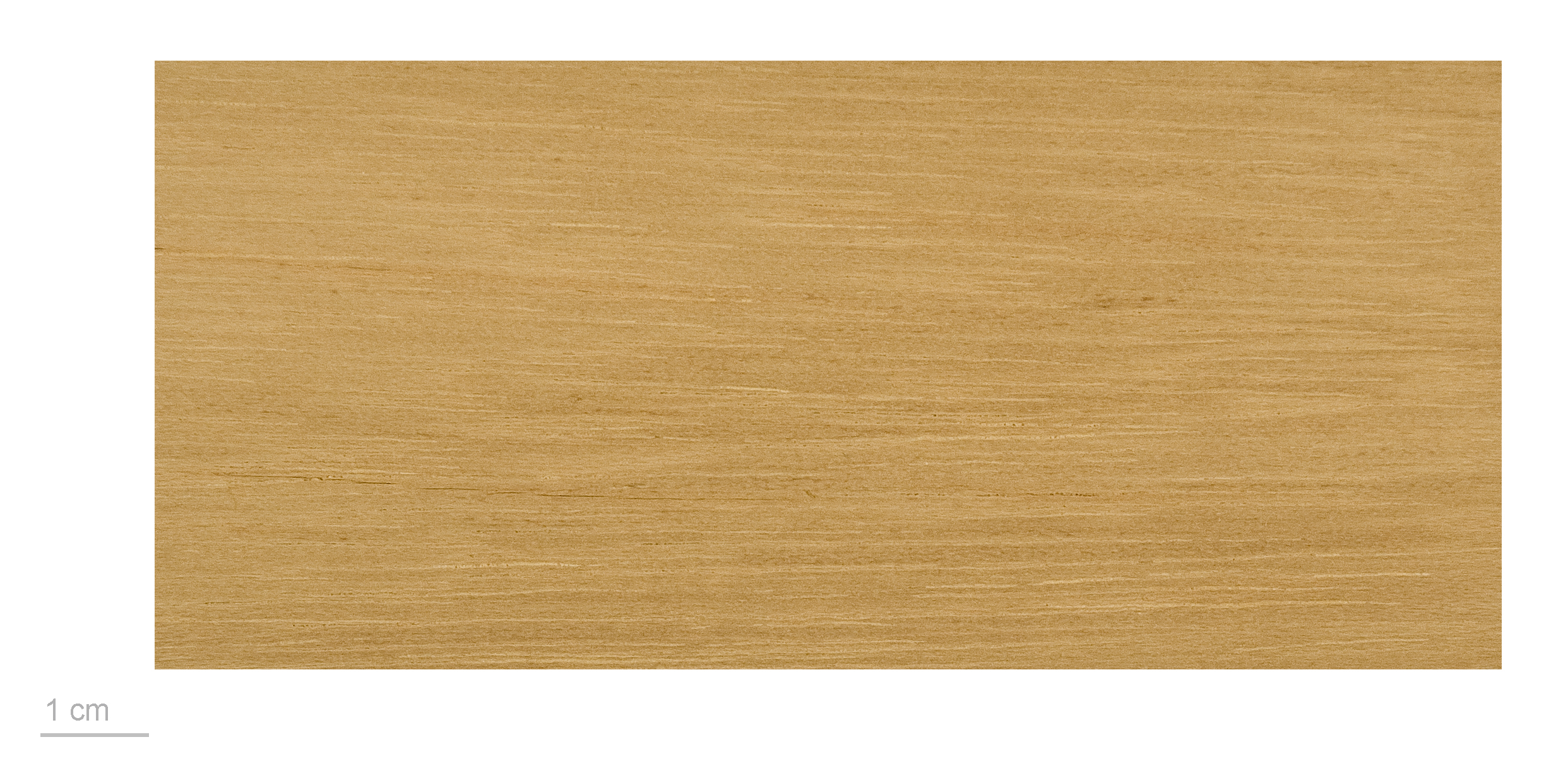
Vochysia tomentosa

  - Vochysia acuminata subsp. laurifolia
  - Vochysia acuminata subsp. quadrangulata
- Vochysia allenii
- Vochysia alternifolia
- Vochysia angustifolia
- Vochysia apopetala
- Vochysia arcuata
- Vochysia artantha
- Vochysia assua
- Vochysia aurantiaca
- Vochysia aurea
- Vochysia aurifera, Standl. & L.O. Williams
- Vochysia aurifiera
- Vochysia bautistae
- Vochysia biloba
- Vochysia boliviana
- Vochysia braceliniae
- Vochysia brevipetiolata
- Vochysia caesia
- Vochysia calamana
- Vochysia cassiquiarensis
- Vochysia catingae
- Vochysia chapadensis
- Vochysia cipoana
- Vochysia citrifolia Poir.
- Vochysia columbiensis
- Vochysia complicata
- Vochysia costata
- Vochysia cuneata
- Vochysia densiflora Spruce ex Warm.
- Vochysia densissima
- Vochysia divergens Pohl
- Vochysia diversa J.F.Macbr.
- Vochysia douradensis
- Vochysia duquei
- Vochysia elegans
  - Vochysia elliptica var. firma
- Vochysia elongata
- Vochysia eximia
- Vochysia expansa
- Vochysia fastigiata
- Vochysia ferruginea Mart.
- Vochysia fontellae
- Vochysia garcia
- Vochysia gentryi
- Vochysia gigantea
- Vochysia goeldii
- Vochysia grandis
  - Vochysia grandis var. douvillei
  - Vochysia grandis var. uaupensis
- Vochysia guatemalensis Donn.Sm. (= V. hondurensis Sprague)
- Vochysia guianensis Aubl.
- Vochysia haenkeana
  - Vochysia haenkeana var. genuina
  - Vochysia haenkeana var. lanceolata
  - Vochysia haenkeana var. microphylla
  - Vochysia haenkeana var. sprucei
- Vochysia hannekesaskiae
- Vochysia hondurensis
  - Vochysia hondurensis var. parvifolia
- Vochysia ingens
- Vochysia inundata
  - Vochysia inundata var. venosa
- Vochysia javitensis
- Vochysia jefensis
- Vochysia jonkeri
- Vochysia julianensis
- Vochysia lanceolata Stafleu
- Vochysia laurifolia
- Vochysia laxiflora
- Vochysia ledouxii
- Vochysia leguiana J.F.Macbr.
- Vochysia lehmannii Hieron.
- Vochysia liscanoi
- Vochysia lomatophylla
- Vochysia lopezpalacioi
- Vochysia macrophylla
- Vochysia magna
- Vochysia maguirei
- Vochysia majuscula
- Vochysia mapirensis
- Vochysia mapuerae
- Vochysia mariziana
- Vochysia martiana
- Vochysia maxima
- Vochysia megalantha
- Vochysia megalophylla
- Vochysia melinonii
- Vochysia meridensis
- Vochysia nettoana
- Vochysia neyratii
- Vochysia obidensis Ducke
- Vochysia obovata
- Vochysia obscura Warm.
  - Vochysia obscura var. juliani
  - Vochysia obscura var. obidensis
- Vochysia ortegae
- Vochysia pachyantha
- Vochysia pacifica
- Vochysia paraensis
- Vochysia parviflora
- Vochysia penae
- Vochysia pinkusii
- Vochysia pumila Pohl
- Vochysia quadrangulata
  - Vochysia quadrangulata var. longifolia
- Vochysia radlkoferi
- Vochysia rectiflora
  - Vochysia rectiflora var. glabrescens
- Vochysia retusa
- Vochysia revoluta
- Vochysia riedeliana
- Vochysia rubiginosa
- Vochysia rufa
  - Vochysia rufa subsp. eurufa
  - Vochysia rufa subsp. sericea
  - Vochysia rufa var. brevipetiolata
  - Vochysia rufa var. fulva
  - Vochysia rufa var. sericea
- Vochysia rufescens
- Vochysia sabatieri
- Vochysia saccata
- Vochysia saldanhana
- Vochysia schwackeana
  - Vochysia schwackeana var. glabra
- Vochysia sericea
- Vochysia spathiphylla
- Vochysia spathulata
- Vochysia stafleui
- Vochysia stenophylla
- Vochysia steyermarkiana
- Vochysia surinamensis
  - Vochysia surinamensis var. inflata
- Vochysia tabascana
- Vochysia tetraphylla (G.Mey.) DC.
- Vochysia thyrsoidea
  - Vochysia thyrsoidea var. cuneata
- Vochysia tilletii
- Vochysia tintin
- Vochysia tomentosa (G.Mey.) DC.
- Vochysia tucanorum
  - Vochysia tucanorum var. elongata
  - Vochysia tucanorum var. fastigiata
  - Vochysia tucanorum var. hexaphylla
  - Vochysia tucanorum var. macrostachya
  - Vochysia tucanorum var. microphylla
  - Vochysia tucanorum var. vulgaris
- Vochysia urubuensis
- Vochysia venezuelana
- Vochysia vismiaefolia
  - Vochysia vismiaefolia var. robusta
  - Vochysia vismiifolia var. densissima
- Vochysia warmingiana
- Vochysia weberbaueri

## Hình ảnh

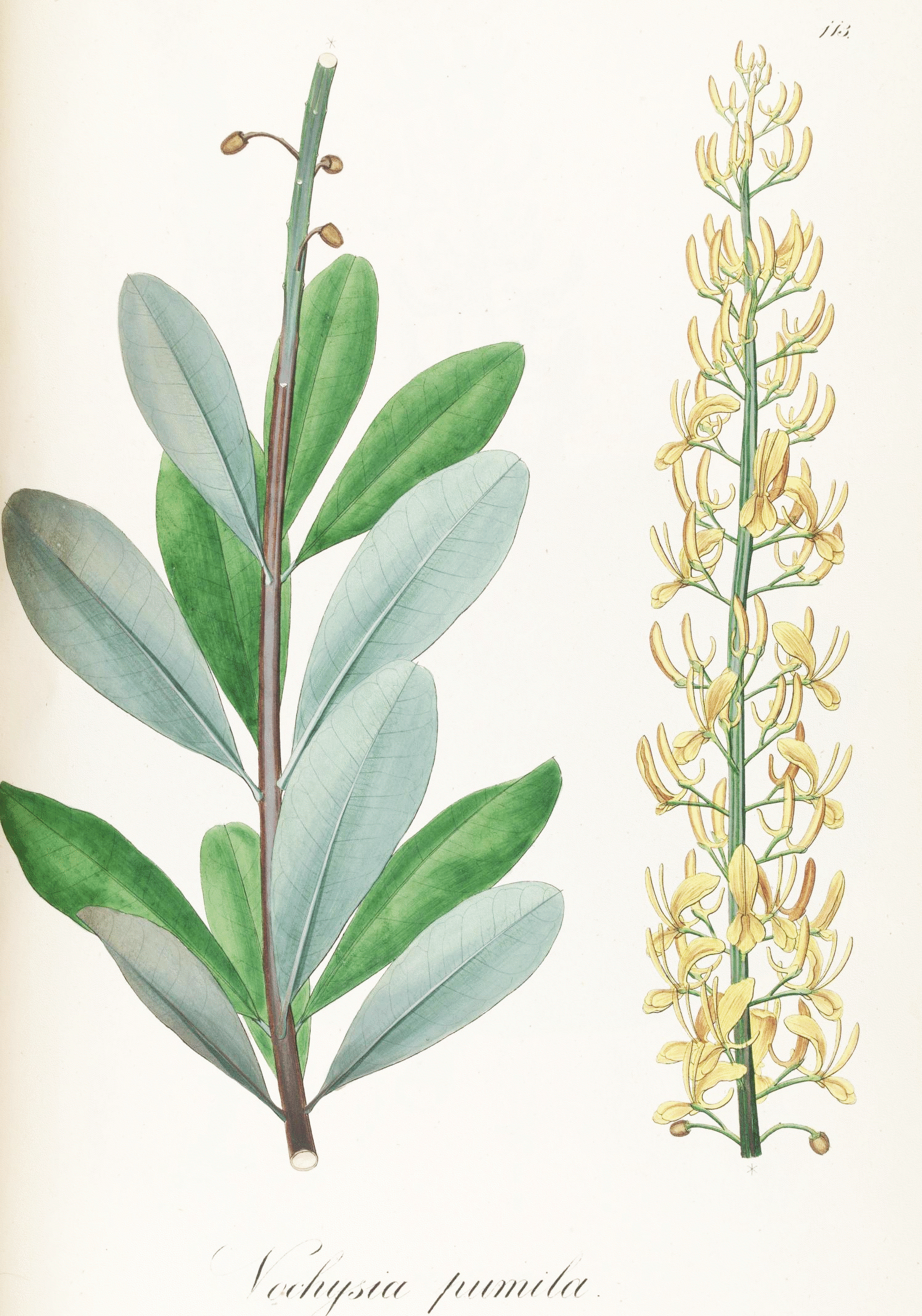
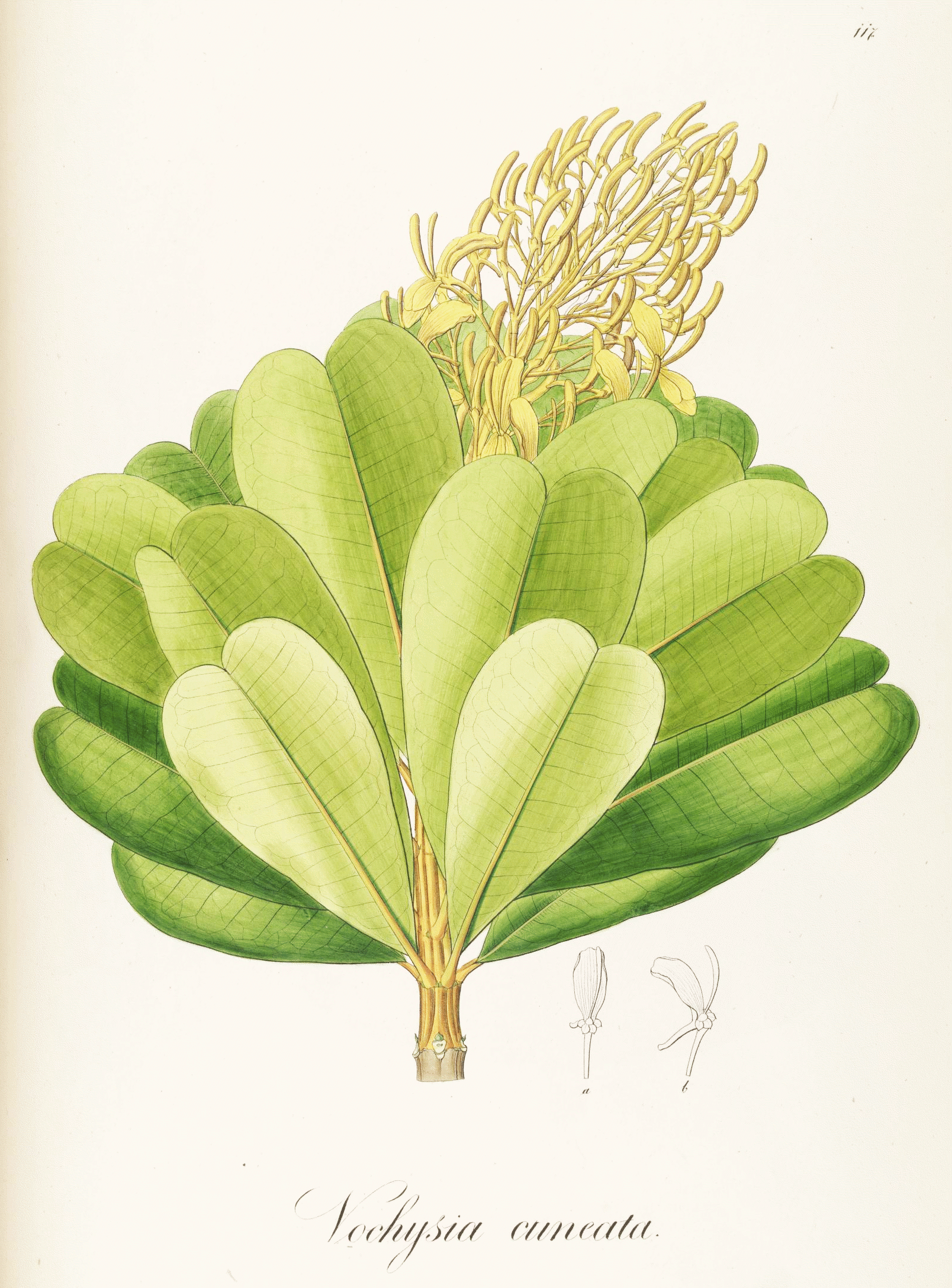
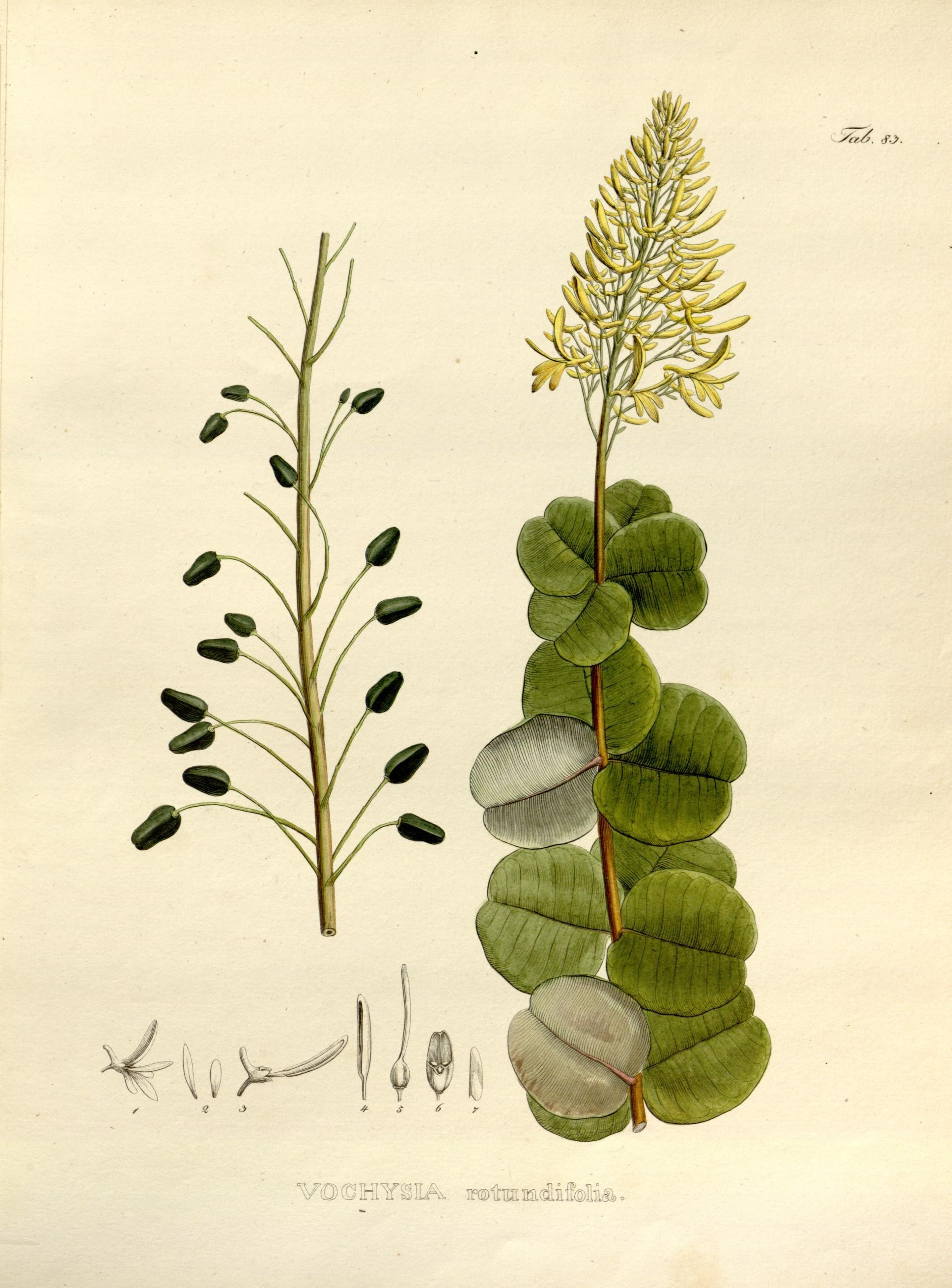
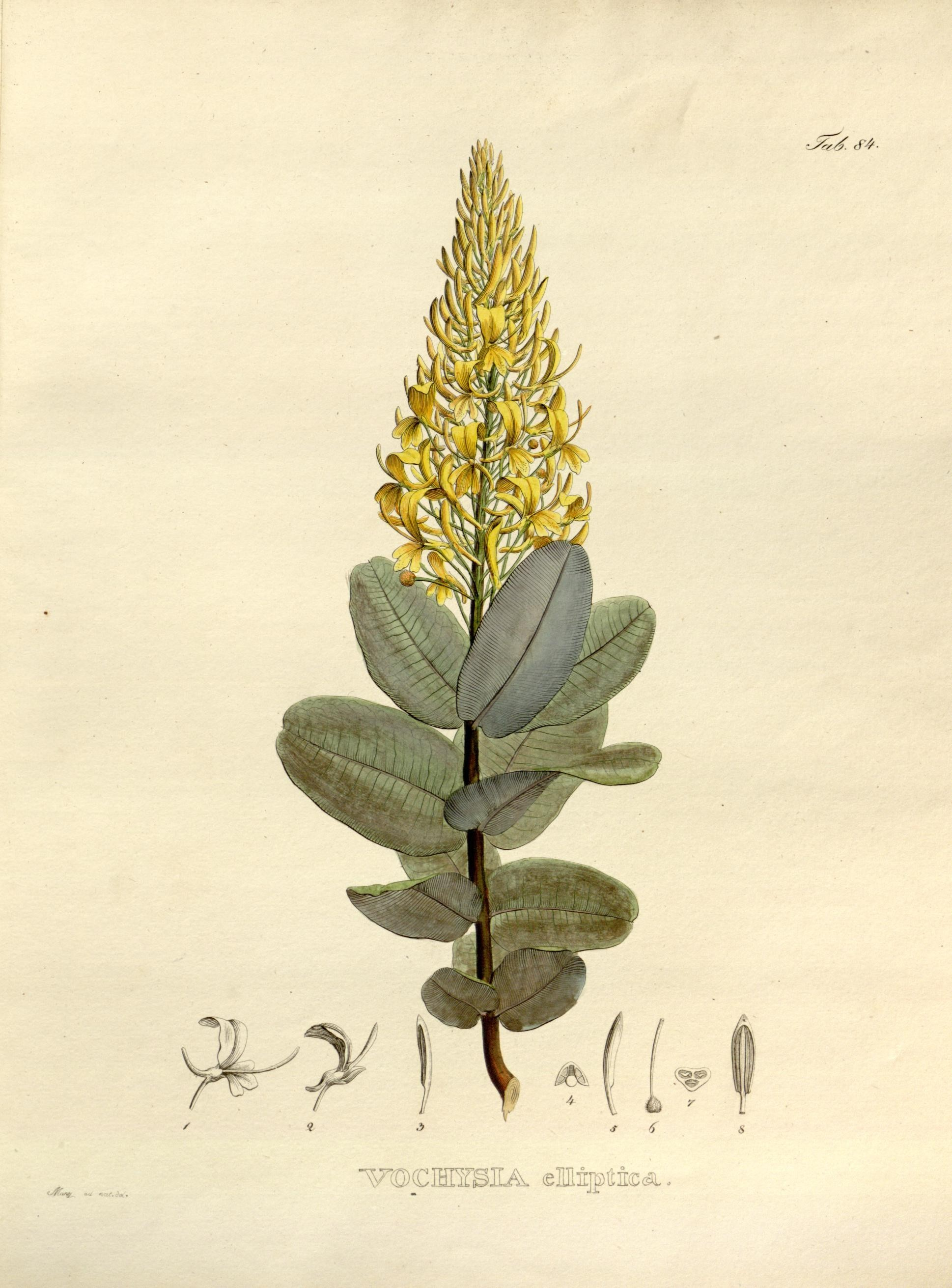